# Alfred de Bréhat
Pour les articles homonymes, voir Guézenec et Bréhat (homonymie).
Alfred Guézenec, né le 25 septembre 1822 à Bréhat, mort le 20 janvier 1866 à Paris, est un écrivain français.

## Biographie
Fils d'un lieutenant de vaisseau, il voyage en Angleterre, aux Indes, en Amérique et à Madagascar. Il voyage sur le même navire que son père aux Indes quand tous les deux, comme bien d'autres marins, sont atteints de terribles fièvres et son père en meurt en sa présence. Lui rentre très affaibli, quitte la marine et désormais, avec une santé fragile, il ne voyage plus que dans les livres en publiant, à partir de 1857, de nombreux romans et nouvelles, sous le pseudonyme d’Alfred de Bréhat. Il vit à Paris, collabore à La Patrie et à l'Opinion nationale et signe chez Pierre-Jules Hetzel dès 1857. En 1861, il est à l'origine de la rencontre entre l'éditeur et un jeune auteur qui deviendra très célèbre, Jules Verne.
Gravement malade, il meurt prématurément de la tuberculose.

## Œuvres
- Le château de Kermaria, Leipzig, A. Dürr, 1857
- Séraphina d'Arispe, Leipzig, A. Dürr, 1857
- Un drame à Calcutta, Paris, Hetzel, 1857, rééd.A. Dürr et Michel Lévy frères
- Léopold de Kermys, Naumburg, impr. de L. Garcke, 1857
- Le Capitaine Fitzmoor, ou la révolte des cipayes, Musée des familles, 1858
- Scènes de la vie contemporaine, Paris, Michel Lévy, 1858
- Bras d'acier, Paris, Michel Lévy, 1859
- Les Filles du Boer : souvenirs du cap de Bonne-Espérance, Paris, L. Hachette, 1859
- René de Gavery, Paris, Hachette, 1860
- Histoires d'amour : Au mexique : En Californie : Dans la Nouvelle Grenade et dans l'Inde, Paris, Hachette, 1861
- Petits Romans, Bretagne, Normandie, Pays-basque, Pays chartrain, Paris, E. Jung-Treuttel, 1861
- Aventures d'un petit Parisien, Paris, Hetzel, 1863, 8 rééd.
- Les chauffeurs indiens, Paris, Hetzel, 1863
- La Sorcière noire, Paris, impr. de Dubuisson, 1865
- L'Héritage de l'Indoue, Paris, Brunet, 1866
- Les Chasseurs d'hommes, souvenirs du cap de Bonne-Espérance, Paris, Michel Lévy, 1867
- Les orphelins de Tréguerec, Paris, Michel Lévy, 1868
- Le testament de la comtesse, Paris, Michel Lévy, 1868
- Un drame à Trouville, Paris, Michel Lévy, 1869
- Les chasseurs de tigres, Paris, Michel Lévy, 1870
- La Belle Duchesse, Paris, Michel Lévy, 1873